# Општина Словенске Коњице
Општина Словенске Коњице (словен. Slovenske Konjice) је једна од општина Савињске регије у држави Словенији. Седиште општине је истоимени град Словенске Коњице.

## Положај општине
Општина Словенске Коњице граничи се са следећим општинама: Шмарјем при Јелшах и Шентјуром при Цељу на југу, са Војником на западу, са Зречама на северозападу, са Оплотницом на југу, са Словенском Бистрицом на истоку и Рогашком Слатином на југозападу.

## Природне одлике
Рељеф: Општина Словенске Коњице налази се у источном делу Словеније, у средишњем делу словеначке Штајерске. Општина се налази у јужној подгорини Похорја. Западни део општине је брдовити - планина Коњишка гора, док је средишњи и источни нижи.
Клима: У општини влада умерено континентална клима.
Воде: Најважнији водоток у општини је река Дравиња, која протиче средишњим делом општине. Сви остали водотоци су мали и њене су притоке.

## Становништво
Општина Словенске Коњице је густо насељена.

## Насеља општине
| - Безина - Блато - Брдо - Брег при Коњицах - Брезје при Лочах - Вешеник - Габровље - Габровник - Добрава при Коњицах - Добрнеж - Дража Вас - Жиче - Збелово - Збеловска Гора - Зече | - Згорња Пристава - Згорње Лаже - Камна Гора - Клокочовник - Кобле - Колачно - Коњишка Вас - Краберк - Личенца - Липоглав - Лоче - Мали Брег - Млаче - Нова Вас при Коњицах - Ново Тепање | - Острожно при Лочах - Пеноје - Перовец - Петелињек при Лочах - Подоб - Подпеч об Дравињи - Полене - Прелоге при Коњицах - Прежигал - Селски Врх - Словенске Коњице - Сојек - Сподња Пристава - Сподње Грушовје - Сподње Лаже | - Сподње Прелоге - Сподњи Јернеј - Старе Слемене - Стртеник - Сухадол - Свети Јернеј - Тепање - Тепањски Врх - Толсти Врх - Шкалце - Шкедењ - Шпиталич при Словенских Коњицах - Штајерска Вас |  |